# Mémorial de la Grande Famine à Beyrouth

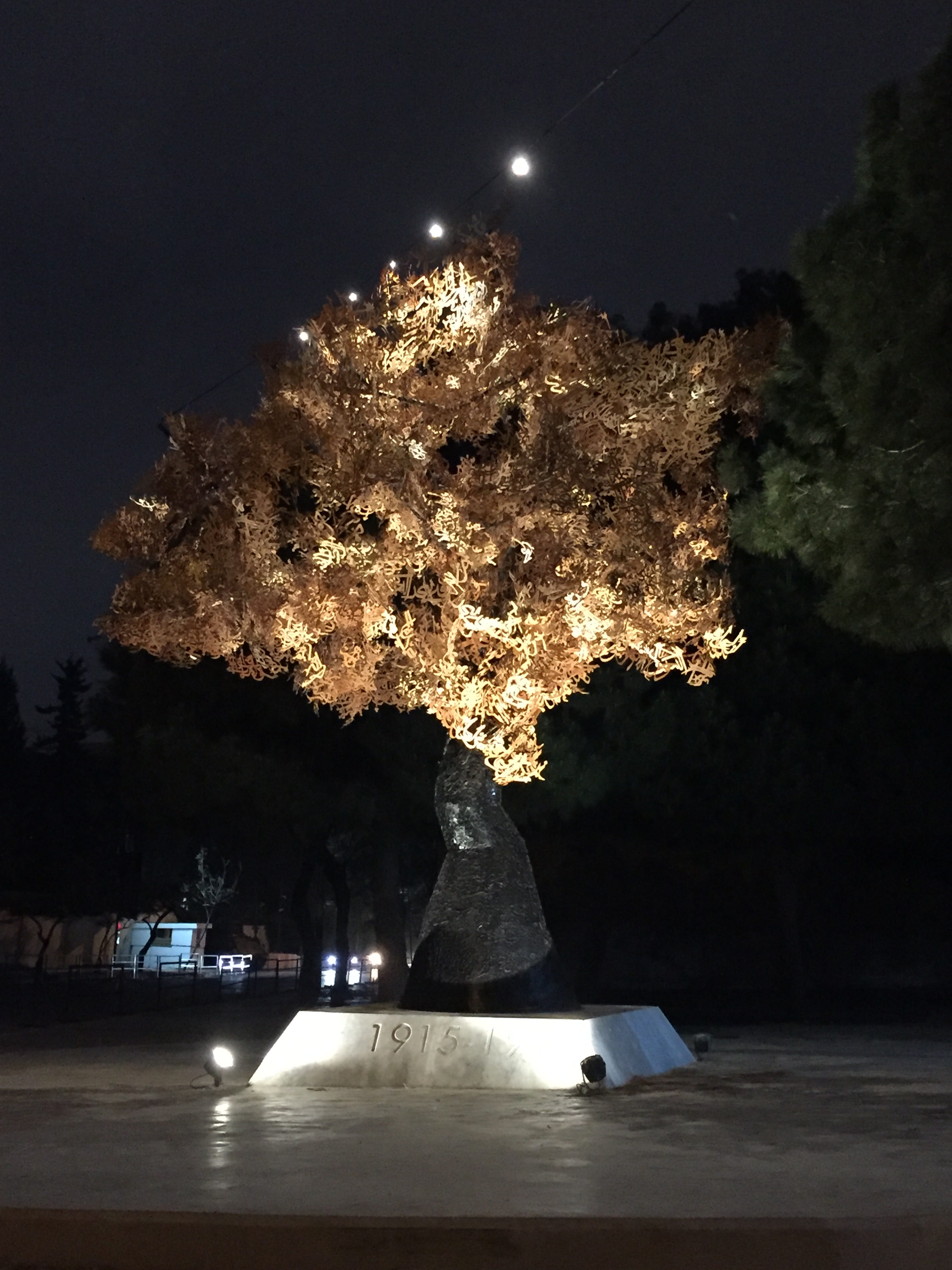
L'arbre place de la Grande Famine à Beyrouth

Le mémorial de la Grande Famine à Beyrouth consiste en un arbre érigé en 2018 en souvenir de la Grande famine du Mont-Liban qui avait causé la mort de 150 000 personnes, soit un tiers de la population du Mont-Liban, pendant la Première Guerre mondiale. L'arbre se dresse sur la place de la Grande famine à Beyrouth, située entre l’Ambassade de France et l’Université Saint Joseph de Beyrouth.

## Description
L'idée d'un mémorial avait été conçue en 2016 par Christian Taoutel (conservateur du Mémorial et historien libanais),.
L'ouvrage a été réalisé par l’artiste libanais Yazan Halwani, en collaboration avec Ramzi Toufic Salameh (écrivain libanais), la Banque Centrale du Liban, la Municipalité et le Gouvernorat de la ville de Beyrouth, ainsi que l’Université Saint-Joseph de Beyrouth. installé en 2018, il n’a toujours pas été officiellement inauguré pour des raisons politiques.
Le mémorial représente un olivier, symbole du Mont-Liban. Les feuilles sont ciselées de mots calligraphiés en arabe issus du champ lexical de la Famine. Certaines reprennent des extraits de textes écrits par des auteurs libanais sur la famine, tels que Gibran Khalil Gibran, Tawfik Yousef Awwad, Anbara Salam Al-Khalidi,. 
Il se situe rue de Damas, entre le quartier Sodeco et celui du Musée national de Beyrouth.

## La Grande famine
La Grande famine de 1915 – 1918 a causé la mort de près du tiers de la population du Mont-Liban. Ce drame est le résultat de multiples phénomènes combinés en une période précise : le blocus maritime imposé par les flottes britannique et française en Méditerranée, les réquisitions de denrées alimentaires par les Ottomans, l'invasion de sauterelles en 1915 qui a détruit toutes les récoltes, les épidémies (comme le typhus, le choléra, la variole et la fièvre typhoïde).